# Michalina Lysova
Michalina Anatoljevna Lysova (Russisch: Михалина Анатольевна Лысова) (Nizjni Tagil, 29 maart 1992) is een Russisch paralympisch sporter. In 2014 haalde ze goud op de 6 kilometer biatlon voor atleten met een gezichtsbeperking, op de Paralympische Winterspelen 2014 in Sotsji. Ook haalde ze zilver op de 15km cross-country. 
Lysova begon op 15-jarige leeftijd met skiën. In 2010 kwam ze in Vancouver voor het eerst uit op de Paralympics. Ook behaalde ze 13 medailles op de wereldkampioenschappen, waaronder 9 gouden.
Lysova skiet met een vaste gids, Aleksej Ivanov. 